# Información clasificada en Estados Unidos
La Información clasificada de Estados Unidos se refiere a los sistemas establecidos a raíz de la Executive Order 13526, la última de las órdenes establecidas sobre el tema. Aprobada por el presidente Barack Obama en 2016, Donald Trump la Executive Order 13526 sustituye a cualquier orden anterior sobre el tema. Este sistema de clasificación se aplica a los sistemas de clasificación, desclasificación, y posesión de información sobre seguridad nacional generada por el gobierno de Estados Unidos, sean sus empleados o contratistas, así como la información recibida de otros gobiernos.

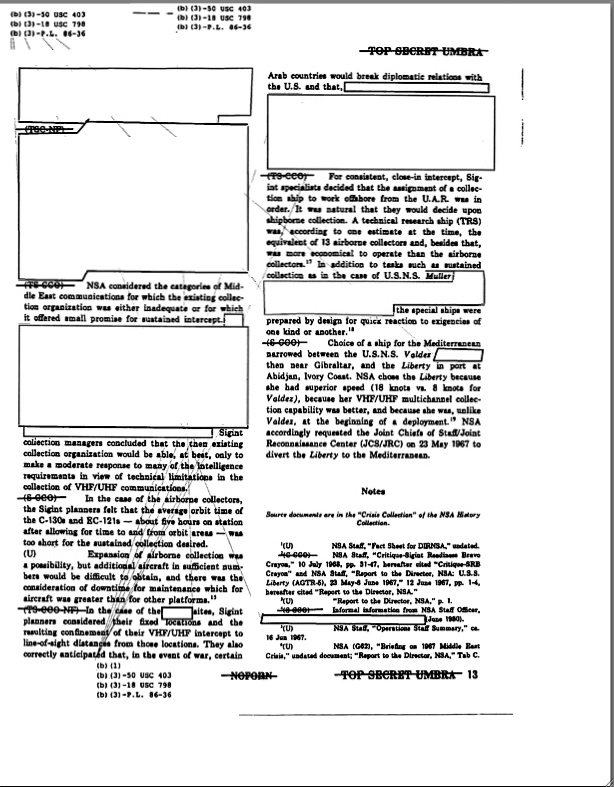
Un ejemplo de documento norteamericano clasificado; página 13 del archivo de Seguridad Nacional. Se refiere al incidente del USS Liberty en 1981.

El grado deseado de discreción sobre cualquier información es conocido como su sensibilidad. La sensibilidad se basa en la estimación del daño que causaría a la seguridad nacional si la información se hiciera pública. El gobierno estadounidense tiene tres niveles de clasificación: confidencial, secreto y alto secreto. Cada nivel de clasificación indica un grado creciente de sensibilidad. De este modo, si alguien guarda un alto secreto, tiene permiso para estar en posesión de información de menor nivel (confidencial y secreta).
En Estados Unidos la revelación de información clasificada no es, en general, ilegal y el Congreso no ha aprobado una ley que castigue la revelación de secretos. Aun así, existen "parches" legales que criminalizan ciertas revelaciones en circunstancias muy específicas. La mayoría de las leyes de espionaje solo castigan a la información relativa a defensa nacional, y solo los tribunales pueden decidir si la información está relacionada con "defensa nacional". Muchas sentencias y jueces insisten en que "clasificado" no es sinónimo de defensa nacional. La ley va más allá y considera que la información no debería ser clasificada solo porque escondas asuntos embarazosos y se podría considerar que esconde actividades ilegales.

## Acceso a información clasificada
En función de su nivel de sensibilidad, la información que está clasificada puede ser dada solo a personas que necesitan saber la información.